# West Palm Beach Blaze
Die West Palm Beach Blaze waren ein US-amerikanisches Eishockeyfranchise der Sunshine Hockey League in West Palm Beach, Florida. 

## Geschichte
Das Franchise nahm zur Saison 1992/93 unter dem Namen West Palm Beach Blaze als eines von fünf Gründungsmitgliedern den Spielbetrieb in der Sunshine Hockey League auf. In den ersten drei Spielzeiten dominierte die Mannschaft die Liga deutlich und belegte nach der regulären Saison jeweils den ersten Tabellenplatz und konnte in den Playoffs jeweils den Sunshine Cup, die Meisterschaft der SuHL gewinnen. Zur Saison 1995/96 änderten die Blaze ihren Namen in West Palm Beach Barracudas und auch die Liga änderte ihren Namen in Southern Hockey League. Nach der Spielzeit, in der die Barracudas zum ersten Mal in vier Jahren die Play-offs verpasste, wurde die Southern Hockey League aufgelöst und auch die Mannschaft aus West Palm Beach stellte den Spielbetrieb ein.

## Saisonstatistik
Abkürzungen: GP = Spiele, W = Siege, L = Niederlagen, T = Unentschieden, OTL = Niederlagen nach Overtime SOL = Niederlagen nach Shootout, Pts = Punkte, GF = Erzielte Tore, GA = Gegentore, PIM = Strafminuten
| Saison  | GP | W  | L  | T | OTL | SOL | Pts | GF  | GA  | Platz    | Playoffs           |
| 1992/93 | 45 | 38 | 6  | — | 1   | —   | 77  | 275 | 166 | 1., SuHL | Sunshine Cup       |
| 1993/94 | 54 | 37 | 14 | — | 3   | —   | 77  | 282 | 205 | 1., SuHL | Sunshine Cup       |
| 1994/95 | 57 | 38 | 15 | — | 4   | —   | 80  | 322 | 244 | 1., SuHL | Sunshine Cup       |
| 1995/96 | 60 | 26 | 32 | — | —   | 2   | 54  | 251 | 319 | 5., SHL  | nicht qualifiziert |

## Team-Rekorde (Sunshine Hockey League)

### Karriererekorde
Spiele: 151  Rob Celotto
Tore: 92  Rob Celotto
Assists: 123  Rob Celotto
Punkte: 215  Rob Celotto
Strafminuten: 438  Marty Gareau

## Bekannte Spieler
- Jari Pasanen